# Danny Mizrachi

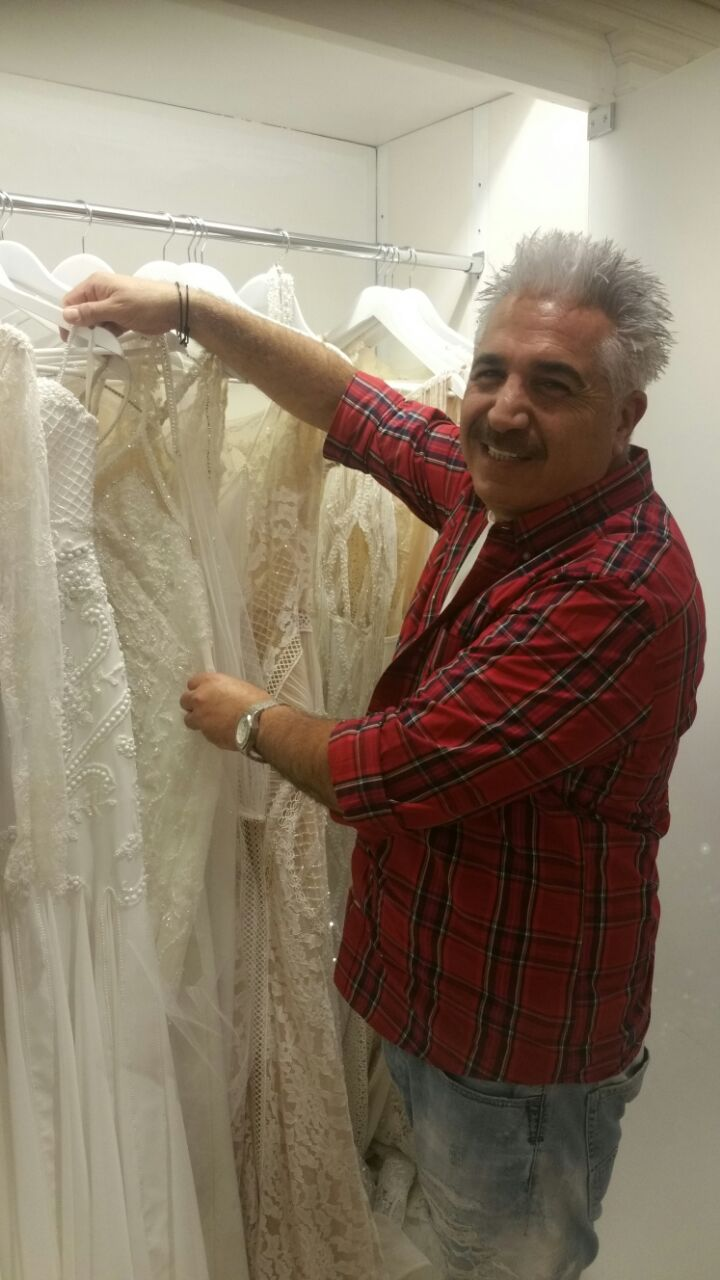
Danny Mizrachi, 2016

Danny Mizrachi (hebräisch דני מזרחי; * 1959 in Tel Aviv; † 8. April 2025) war ein israelischer Modedesigner von luxuriösen Brautkleidern und Abendroben.

## Leben
Mizrahi wuchs im Tel Aviver Stadtteil Manshiya in ärmlichen Verhältnissen als Kind einer fünfköpfigen Familie auf; die Eltern waren Einwanderer aus dem Ural und aus dem Iran. Ab dem Alter von acht Jahren besuchte er die Beit Apel children’s boarding school, die er mit 14 Jahren verließ.
1973 gründeten seine beiden Brüder die Modekette Indian Head, und Mizrahi arbeitete bei der Kette in verschiedenen Positionen, als Verkäufer, Näher und Maßschneider. 1997 verließ er die von seinem Bruder Nissim gegründete Rosh Indiani und eröffnete in Tel Aviv ein Geschäft namens Dani Mizrahi Designs.
Er entwarf die Kleider für die Kandidatinnen des Miss-Israel-Wettbewerbs sowie die Kleider für die Vertreterinnen Israels bei internationalen Schönheitswettbewerben wie Miss Universe.
Im Jahr 2002 veranstaltete er eine Modenschau im Dorchester Hotel in London, um Spenden für die Krebsgesellschaft zu sammeln. Nach dieser Show begann Mizrahi, Abendkleider für Schauspielerinnen und Sängerinnen aus der ganzen Welt zu entwerfen. Im Jahr 2005 eröffnete er ein Geschäft in der Bond Street in London, das er nach drei Jahren wieder schloss.
Im Dezember 2019 musste er Bankrott anmelden, seine Schulden wurden auf 7 Millionen Shekel geschätzt.